# Episodi di Quantico (seconda stagione)
La seconda stagione della serie televisiva Quantico, composta da 22 episodi, è stata trasmessa negli Stati Uniti per la prima volta dall'emittente ABC dal 25 settembre 2016 al 15 maggio 2017.
In Italia la stagione è andata in onda in prima visione sul canale satellitare Fox dall'8 novembre 2016 al 27 giugno 2017.
Al termine della stagione escono dal cast fisso Aunjanue Ellis, Yasmine Al Massri e Pearl Thusi. Ritorna come guest star Graham Rogers in due episodi.
| nº | Titolo originale | Prima TV USA      | Prima TV Italia  |
| -- | ---------------- | ----------------- | ---------------- |
| 1  | Kudove           | 25 settembre 2016 | 8 novembre 2016  |
| 2  | Lipstick         | 2 ottobre 2016    | 15 novembre 2016 |
| 3  | Stescalade       | 16 ottobre 2016   | 22 novembre 2016 |
| 4  | Kubark           | 23 ottobre 2016   | 29 novembre 2016 |
| 5  | Kmforget         | 30 ottobre 2016   | 6 dicembre 2016  |
| 6  | Aquiline         | 6 novembre 2016   | 13 dicembre 2016 |
| 7  | Lcflutter        | 13 novembre 2016  | 20 dicembre 2016 |
| 8  | Odenvy           | 27 novembre 2016  | 27 dicembre 2016 |
| 9  | Cleopatra        | 23 gennaio 2017   | 28 marzo 2017    |
| 10 | Jmpalm           | 30 gennaio 2017   | 4 aprile 2017    |
| 11 | Zrtorch          | 6 febbraio 2017   | 11 aprile 2017   |
| 12 | Fallenoracle     | 13 febbraio 2017  | 18 aprile 2017   |
| 13 | Epicshelter      | 20 febbraio 2017  | 25 aprile 2017   |
| 14 | Lnwilt           | 20 marzo 2017     | 2 maggio 2017    |
| 15 | Mockingbird      | 27 marzo 2017     | 9 maggio 2017    |
| 16 | Mktopaz          | 3 aprile 2017     | 16 maggio 2017   |
| 17 | Odyoke           | 10 aprile 2017    | 23 maggio 2017   |
| 18 | Kumonk           | 17 aprile 2017    | 30 maggio 2017   |
| 19 | Mhorder          | 24 aprile 2017    | 6 giugno 2017    |
| 20 | GlobalReach      | 1º maggio 2017    | 13 giugno 2017   |
| 21 | Rainbow          | 8 maggio 2017     | 20 giugno 2017   |
| 22 | Resistance       | 15 maggio 2017    | 27 giugno 2017   |

## Kudove
- Titolo originale: Kudove
- Diretto da: Patrick Norris
- Scritto da: Joshua Safran e Logan Slakter

### Trama
Dopo gli eventi della prima stagione, Alex cammina tranquillamente a New York quando si insospettisce nel vedere alcuni furgoni bianchi misteriosi che girano intorno a lei e ad alcuni edifici. Allarmata, chiama Shelby esortandola a trovare tracce, attraverso una foto da lei scattata, di un uomo che secondo lei dovrebbe essere morto perché ucciso da lei stessa mesi prima. I furgoni bianchi, nel frattempo, dopo essersi messi in formazione, iniziano a far saltare alcuni incroci, bloccando il distretto finanziario di Lower Manhattan e isolando quelli all'interno. Con Ryan e Raina nella Federal Hall per il vertice del G20, bersaglio dei terroristi, Alex si infiltra per cercare di scoprire chi c'è dietro l'attacco terroristico. Dopo aver obbedito alle richieste dei terroristi, gli ostaggi vengono divisi e la First Lady degli Stati Uniti viene decapitata.
Nei flashback, dopo la richiesta di Michael Keyes, Alex ha iniziato a lavorare presso la CIA, ma sta lavorando per l'FBI per vedere se qualcuno all'interno è in realtà un terrorista. Dopo che viene presa nel campo di addestramento della CIA, scopre che anche Ryan è stato reclutato dalla FBI presso la CIA per spiare ciò che avviene nel campo di addestramento. Durante il primo esercizio di formazione, Alex cerca di essere un'eroina, ma le sue azioni le si rivoltano contro quando capisce che la CIA non è come l'FBI.
- Ascolti USA: telespettatori 3 640 000[3]

## Lipstick
- Titolo originale: Lipstick
- Diretto da: Patrick Norris
- Scritto da: Cami Delavigne

### Trama
Nella seconda settimana alla Farm, gli allievi della CIA hanno il compito di imparare come poter evitare la sorveglianza. Mentre Ryan, che diventa gli "occhi", viene segretamente seguito da Owen, istruttore di piombo della fattoria, Alex, come il "coniglio", non riesce ancora una volta nella sua missione dopo essere stata insieme con il "grilletto", Henry, ragazzo gay, colui che gestisce il controllo dell'operazione, invece di evitarlo per l'intera giornata. Nonostante questo, Owen e Lydia, il suo subordinato, apprezzano il lavoro fatto da Alex e Ryan.
Nel presente, dopo aver notato che i terroristi hanno preso posto con alcuni degli ostaggi, Raina segna uno di loro, mentre un gruppo di ostaggi, tra cui quello col segno, viene fatto fuori. Rispondendo al marchio di Raina, i terroristi a loro volta contrassegnano tutti, specialmente Raina stessa. Nel frattempo, Alex, con l'aiuto di un poliziotto incontrato in precedenza, riesce a trovare il bunker di emergenza della polizia di New York sotto la Federal Hall, giusto prima che si possa sacrificare. Successivamente chiama Miranda per avvertirla di ciò che sta accadendo, senza sapere che quest'ultima, subito dopo la chiamata, avverte uno dei terroristi su dove si trovi Alex.
- Ascolti USA: telespettatori 3 570 000[4]

## Stescalade
- Titolo originale: Stescalade
- Diretto da: Jennifer Lynch
- Scritto da: Beth Schacter

### Trama
Dopo che il piano di Raina le si è ritorto contro, Ryan cerca di fare la stessa cosa creando un diversivo coinvolgendo il suo vecchio compagno della Farm, Harry Doyle, compromettendo Alex, che viene portata via dai terroristi. Alex ingaggia uno scontro con un'altra terrorista e alla fine la uccide. Nel frattempo Miranda, ancora in contatto con i terroristi, sospetta che il gruppo investigato da Alex e Ryan alla Farm (detto "AIC") possa essere dietro l'attacco.
In un flashback della Farm, gli apprendisti della CIA cominciano il loro allenamento di valutazione nelle foresta vicina, ma falliscono la prova anche se sono riusciti a tornare indietro. Alex e Ryan cooperano con i loro tutori, Shelby e Raina, per posizionare una cimice in una delle stanze dei loro compagni, ma si sentono solo interferenze, segno che qualcuno aveva già piazzato una cimice prima di loro. Più tardi, per cercare di capire di più su Alex, Harry incontra uno dei vecchi compagni di Quantico della ragazza: Will Olsen.
- Ascolti USA: telespettatori 3 040 000[5]

## Kubark
- Titolo originale: Kubark
- Diretto da: Steve Robin
- Scritto da: Jordon Nardino

### Trama
CLF offre di liberare i circa 1700 ostaggi in cambio di un hacker che ha avuto una grazia presidenziale all'inizio della stagione. Alex ha la possibilità di parlare con Raina e convincerla a dare un messaggio a Miranda. Shelby prova a dire all'FBI di non accettare lo scambio, ma loro, sotto ordine di Miranda, accettano. Raina prova a dare il messaggio di Alex a Miranda e Alex cerca di fermare lo scambio, ma entrambe falliscono. Shelby trova un messaggio dall'hacker che dice che Miranda è "una di loro". L'hacker, non favorevole a seguire gli ordini del CLF, si suicida.
Nei flashback, gli allievi della CIA devono imparare come controllare lo stress e tenere il loro battito cardiaco e il loro livello di stress più basso possibile quando affrontano le loro debolezze. Alex e Ryan decidono di clonare il telefono di Owen, il quale registra i livelli di stress delle reclute. La debolezza di Alex è la sua insicurezza mentre la CIA pensa che la debolezza di Ryan sia l'autorità. Ryan dice ad Alex che lei è la sua debolezza, il motivo per cui sta tenendo le distanze da lei. Usando i dati clonati dal telefono di Owen, scoprono che Leigh ha avuto un livello di stress elevato quando Ryan le ha chiesto riguardo all'uso di una cimice. questo suggerisce che è stata Leigh a piazzare la cimice.
- Ascolti USA: telespettatori 2 790 000[6]

## Kmforget
- Titolo originale: Kmforget
- Diretto da: Jennifer Lynch
- Scritto da: Cameron Litvack

### Trama
Alex prova a scappare dai terroristi e incontra Lydia, la quale è anche lei impegnata a sfuggire dai terroristi. Nel frattempo, Miranda, avendo scoperto della morte dell'hacker, ordina a Shelby di trovare Will, che può hackerare i computer dei terroristi e capire cosa stanno pianificando. Shelby, che ancora non si fida di Miranda, avverte Will riguardo a ciò che sa su di lei, ma lui la convince dell'innocenza di Miranda. Più tardi, Will chiama Miranda per dirle che lui sa ciò che lei ha in mente di fare.
Nei flashback della Farm, gli allievi imparano come scappare da una situazione senza essere presi. Alex e Ryan escogitano un piano, che riesce: scelgono di incastrare Harry, che ha usato Will per raccogliere informazioni su Alex, Ryan e la loro missione. Tuttavia Harry riesce a ritornare, rivelando di essere una spia dell'MI6 e di aver messo lui le cimici nella Farm e nelle varie camere da letto. Nel frattempo, Owen ricatta il giornalista che avrebbe fatto il suo nome alla CIA. Shelby e un'altra recluta della CIA, León, si incontrano per caso.
- Ascolti USA: telespettatori 2 430 000[7]

## Aquiline
- Titolo originale: Aquiline
- Diretto da: Hanelle Culpepper
- Scritto da: Jorge Zamacona

### Trama
Lydia dice ad Alex che il CLF sta cercando un set di hard drive che contengono informazioni importanti, ma c'è bisogno di un hacker per decriptarle. Quando Alex e Lydia trovano i dischi, Alex pensa che sia giusto distruggerli, ma viene stesa da Lydia, che sostiene di non far parte del gruppo terroristico ma di essere indipendente. La donna lascia Alex legata e fa partire l'allarme. Nel frattempo, Raina è portata indietro dagli ostaggi rimanenti. Insieme a Dayana, Leigh, Harry, Leon e Sebastian, cercano di capire ciò che li accomuna. Successivamente l'CFL uccide pubblicamente Leigh, dopo aver scoperto che nell'ultimo anno era stata a Surabaya. È rivelato inoltre che Raina invece è Nimah, che sta lavorando per il CFL, e che la vera Raina è legata da un'altra parte.
Nei flashback della Farm, gli allievi devono decidere se usare un drone per uccidere un potenziale terrorista usando i dati che hanno, ma sono incerti sulla fedeltà e la credibilità dei dati. Mentre tutto il resto delle reclute dice SÌ, Alex rimane l'unica a sostenere il NO. Tuttavia, il drone uccide il terrorista e soltanto in quel momento Owen dice a tutti che le fonti erano accurate e giuste. Harry vuole ancora informazioni riguardo Ryan e alla sua sotto-copertura. Nimah scopre che Shelby e Leon stanno diventando sempre più intimi e invita lei a creare una copertura.
- Ascolti USA: telespettatori 2 200 000[8]

## Lcflutter
- Titolo originale: Lcflutter
- Diretto da: Steve Robin
- Scritto da: Gideon Yago

### Trama
Alex riesce a slegarsi e trova il numero di telefono di un terrorista che, a sua insaputa, è quello di Miranda. Lei riesce a telefonare a Shelby e a dirle solo le prime sei cifre del numero, perché si scarica la batteria del telefono, e in seguito viene catturata dai terroristi, i quali le chiedono dei driver. I terroristi prendono Dayana per torturarla davanti ad Alex: quando minacciano di rompere la spina dorsale di Dayana, Alex rivela che è stata Lydia a prendere i driver e i terroristi interrompono la tortura per andare a cercarla. Harry, Sebastian e León intanto riescono a fuggire dalla sorveglianza dei terroristi e si riuniscono con Alex e Dayana pronti a combattere il CLF. Nel frattempo, a Miranda viene comunicato che Alex ha rivelato i sei numeri del cellulare della persona esterna e, impaurita posiziona il cellulare nella borsa di un suo collega che una volta trovato viene arrestato. Il comando del Paese passa alla vicepresidente Claire Hass, secondo quanto scritto nel venticinquesimo emendamento. Nei flashback della Farm, Owen insegna agli allievi le tecniche di interrogatorio facendogli fare pratica su sé stesso. Nel frattempo Alex si sente sempre più tagliata fuori dall'FBI, mentre Shelby deve scegliere se andare sotto copertura o non vedere mai più Leon. Infine, Ryan riceve una telefonata anonima da un telefono non suo, in cui gli viene detto che è stato scelto.
- Ascolti USA: telespettatori 2 750 000[9]

## Odenvy
- Titolo originale: Odenvy
- Diretto da: Reza Tabrizi
- Scritto da: Justin Brenneman

### Trama
Con i suoi vecchi compagni della Farm, Alex pianifica una spedizione per trovare e disarmare l'arma biologica dei terroristi. Nel frattempo, lo US Northem Command (formato da militari) prendono il comando delle operazioni per salvare gli ostaggi e vogliono attaccare con armi militari 28 Liberty Street, dove ci sono i terroristi e gli ostaggi. Shelby e Miranda si oppongono fermamente a questa scelta. Nel passato, alle reclute è concesso di festeggiare il Ringraziamento fuori dalla Farm a patto che riescano a creare una copertura valida. Dayana non ci riesce e quindi è costretta a restare al campus. Alex viene ufficialmente tagliata fuori dalla missione dell'FBI che vorrebbe affidarle un altro incarico, ma la donna rifiuta dicendo di voler restare alla Farm; Harry ritorna in Inghilterra per informare il suo capo; Ryan, Leon e Dayana ricevono specifici ordini da parte dello stesso contatto anonimo, che li porta rispettivamente alla cattura, uccisione e pulizia della scena del crimine di un innocente. Tornati nel presente, Alex e Sebastian scoprono che l'arma dei terroristi ha un campo d'azione compreso tra la zona sotto assedio dai terroristi, e non per tutta New York come da loro detto. Dopo che tutti si sono riuniti, il CLF li cattura. Alex è presa in disparte rispetto agli altri e viene buttata fuori dal perimetro da Ryan, che si scopre sta lavorando per il CLF.
- Ascolti USA: telespettatori 2 290 000[10]

## Cleopatra
- Titolo originale: Cleopatra
- Diretto da: Gideon Raff
- Scritto da: Marisha Mukerjee

### Trama
Alex, dopo essere stata allontanata da Ryan fuori dal perimetro, viene interrogata per sapere cosa accada all'interno del distretto sotto attacco; la donna rivela che Ryan è uno dei terroristi. Dall'interrogatorio si scopre che Owen Hall è in una prigione federale. Shelby espone la teoria secondo cui i terroristi non fanno parte dell'AIC, ma lo stanno combattendo. Miranda raggiunge Alex nella sala interrogatorio portandola via.
Nei flashback, Ryan informa Miranda della morte dell'uomo per mano sua, di Leon e Dayana. Lidya ha lasciato l'addestramento e al suo posto c'è una nuova istruttrice: Alicia, che insieme a Owen tiene una lezione sulle tecniche di reclutamento e quindi approccio. La missione che i cadetti devono affrontare è divisa in due parti: dapprima conquistare quanti più numeri di telefono possibili in un bar, poi sedurre una persona a un matrimonio e dormirci insieme. A Ryan e Alex capitano gli obiettivi più difficili; la sposa e lo sposo. Alex continua a cercare informazioni su Owen e per farlo, lo droga con una sostanza fornitagli da Harry che lo renderà radioattivo e tracciabile nei successivi 8 giorni. Dayana in camera da letto chiede aiuto a Leon, che aiuta a far riprendere il suo obiettivo che aveva tramortito. Conclusa la missione, il giorno dopo in testa alla classifica c'è Ryan, alle spalle Sebastian, che confessa in un secondo momento a Harry di aver fatto sesso con la donna nonostante le sue tendenze omosessuali. Ultimo Leon che ha trascurato la missione per aiutare Dayana che volutamente aveva tramortito l'uomo che quindi conosceva per carpirne delle informazioni, e ha fatto pulire tutto a Velez.
- Ascolti USA: telespettatori 2 900 000[11]

## Jmpalm
- Titolo originale: Jmpalm
- Diretto da: David McWhirter
- Scritto da: Braden Marks

### Trama
Alex è in fuga con Miranda che spiega come il CLF sta combattendo l'AIC. Claire Haas arriva sul posto e restando sola con Shelby le rivela di aver contribuito a creare il gruppo ribelle all'interno della CIA e che ora è obbligata ad attuare l'attacco perché altrimenti verrebbe considerata debole e inadeguata all'incarico di presidente. Alex e Miranda sono intenzionate a recuperare i drive da Lydia, per farlo Miranda chiede aiuto a Raina che però è in realtà Nima e la mette fuori gioco facendo si che Alex sia così libera per poter andare a salvare gli ostaggi. Dopo un discorso di Shelby, Claire annulla l'attacco e ordina il recupero degli ostaggi. 
Nel passato, l'effetto dell'isotopo radioattivo di Owen è finito e non è stato scoperto nulla. La missione per le reclute è insinuare dubbi nei confronti di alcune persone. Nima chiede a Ryan di sabotare Alex e, viceversa anche Harry convince la donna a fare altrettanto col futuro marito. Le reclute devono trovare informazioni su un diplomatico venezuelano, Hector Carrera affinché possano esaminare dei documenti finanziari che lo porterebbero a tradire il Paese. La squadra composta da Harry e Alex, con l'aiuto di Dayane e Leon vince e recupera i documenti segreti dopo il fallimento di Sebastian e Ryan grazie all'inganno teso al marito di Carrera. La missione fa emergere tensioni tra Alex e Ryan con quest'ultimo che cercava di far cacciare la donna dalla Farm. Harry incontra segretamente Carly, la donna con quale Sebastian si sta frequentando. Leon scopre che la "Jane" con cui esce è un'agente dell'FBI; l'uomo si dice disponibile a collaborare con il Bureau. Owen scopre che Alex ha il cellulare con cui viene contattata per entrare a far parte dell'AIC; Alex così capisce che l'uomo non è il responsabile del gruppo ribelle. La vera persona dietro la rete segreta di agenti è Lydia.
- Ascolti USA: telespettatori 2 760 000[12]

## Zrtorch
- Titolo originale: Zrtorch
- Diretto da: Kenneth Fink
- Scritto da: Logan Slakter

### Trama
Alex rivela a Owen di essere stata un'agente sotto copertura e cerca di convincerlo che dietro il gruppo ribelle c'è la figlia; l'uomo tuttavia è riluttante nel crederla. Leon inizia a collaborare con l'FBI. Le reclute devono riuscire a far esfiltrare dalla Germania Marcus Weber, un loro agente accusato di aver falsificato dei tabulati telefonici. A Monaco di Baviera, le reclute con loro sorpresa scoprono che Marcus è in realtà Owen, giunto in Germania con una falsa identità, ed è lui a dover esfiltrare. La difficoltà per le reclute sta anche nel trovare l'uomo che fugge ma allo stesso tempo vuole essere catturato. Alex trova Owen in un bar e lo aiuta a fuggire, ma gli indizi lasciati dall'uomo per essere trovato li portano a una camera d'albergo, dove c'è il figlio di Helena Sharp, un'ex agente morta per colpa dell'uomo che gli punta contro una pistola. Alex aiuta il ragazzo a fuggire. Tornati in America, Owen entra nella mail della figlia e scopre che c'è effettivamente lei dietro l'AIC; decide così di iniziare a collaborare con Shelby per farla trovare.
Nel presente i terroristi, con l'aiuto di Will, indagano sulla presenza degli ostaggi in situazioni sospette svolte dall'AIC. Se viene verificata la loro presenza in almeno tre situazioni, sparano. Per fidarsi di Ryan, vogliono che sia lui a sparare a Harry, ma quest'ultimo passa il test. Leon invece per proteggere Dayana risponde alle domande sostituendosi a lei. Ryan impedisce che Leon venga ucciso sparando al terrorista che stava per ucciderlo e, con l'aiuto di un redento Will, inizia a voler mettere in salvo gli ostaggi prima che i terroristi facciano esplodere l'arma biologica.
- Ascolti USA: telespettatori 2 680 000[13]

## Fallenoracle
- Titolo originale: Fallenoracle
- Diretto da: Ralph Hemecker
- Scritto da: Jordon Nardino e Justin Brenneman

### Trama
Tutti gli ostaggi usano un tunnel segreto per fuggire; tra di loro si nascondono anche i terroristi appartenenti al CLF. Grazie a un blackout, Carly, la moglie di Sebastian, appartenente all'AIC, prende in ostaggio Harry chiedendo in cambio Will; Sebastian interviene e dopo essere stato ferito dalla moglie le spara uccidendola. La morte della donna però è solo un diversivo perché Will scompare prima di raggiungere la fine del tunnel. L'FBI aspetta gli ostaggi proprio all'uscita; a condurre le operazioni è Lydia che rivela ad Alex di non avere più i drive; li ha presi la stessa persona che ha rapito Will: Dayana Mamphasi.
Alla farm la lezione del giorno è sul sottrarre oggetti personali alle persone senza che se ne accorgano. Intanto Alex e Owen scoprono che Lydia ha interesse a entrare nei file dell'NSA e le tendono una trappola organizzando una missione proprio in quella base. La ragazza non sospettando nulla cade nella trappola e riappare credendo di avere un accesso facile nell'istituto. Durante la missione Alex e Harry seguono i movimenti di Ryan per scoprire qual è il piano di Lydia. Anche Dayana con una scusa riesce a sabotare Leon facendolo rimanere chiuso in una sala comando; l'uomo per evitare di essere arrestato, usa il lasciapassare della Farm e ciò lo fa espellere dal programma di addestramento. Harry e Sebastian discutono al punto che quest'ultimo inizia a strangolare l'uomo; i due vengono divisi da Dayana poco prima che l'uomo soffochi. Alex e Owen con una chiamata di Ryan capiscono che Lydia non è a capo dell'AIC e che non esiste nessuna AIC: la donna gestisce un programma segreto ma autorizzato. 
- Ascolti USA: telespettatori 2 430 000[14]

## Epicshelter
- Titolo originale: Epicshelter
- Diretto da: Constantine Makris
- Scritto da: Beth Schacter e Marisha Mukerjee

### Trama
Lydia, Alex, Ryan e Leon decidono di tornare indietro per recuperare i drive sottratti da Dayana. La donna, in compagnia di Will viene trovata da Alex e Lydia. Intanto Shelby sta interrogando Raina e Miranda; quest'ultima spiega che dopo aver inscenato la sua morte, Jeremy Miller ha riunito un gruppo di ex istruttori della Farm tra cui Angie Reynolds e Jason Bowling con i quali ha creato un gruppo di agenti operativi per contrastare il gruppo ribelle. La first lady ne faceva parte, ma Miranda non immaginava che l'avrebbero uccisa. Alex intanto trova Dayana che le rivela il suo intento di distruggere i drive; la ragazza è confusa e lo è ancora di più quando viene a sapere che Dayana lavora per Lydia e il gruppo delle Operazioni Speciali. Alex a quel punto viene colpita con uno sparo da dietro e perde i sensi. Al risveglio Lydia riesce a caricare i contenuti dei drive. L'attacco terroristico viene rivendicato da un fronte islamico, quindi sia Miranda sia Raina sono libere perché il governo ha fatto insabbiare tutto.
Nel flashback Alex e Owen assistono all'esplosione di uno stabile considerato il centro di comando dei ribelli; nell'esplosione muore Jeremy Miller, un ex allievo della Farm; la polizia indaga cercando informazioni dalle reclute. Intanto viene fatta una lezione dove viene insegnato agli agenti cosa fare in caso si venga scoperti in una missione; tra le cose da fare c'è la stesura di un testamento. Le indagini si concludono e viene constatato che Miller si è suicidato. Shelby chiama Alex e le rivela che Owen si addosserà la colpa di aver piazzato una cimice all'NSA al posto della figlia Lydia.
Due settimane dopo l'attacco la presidente Haas convoca Alex, Ryan, Nima, Shelby e Dayana nel suo ufficio; i cinque sono incaricati di trovare un'organizzazione ancora più grande dell'AIC che cerca nuovamente di diffondere i drive; a capo dell'operazione c'è suo figlio.
- Ascolti USA: telespettatori 247[15]

## Lnwilt
- Titolo originale: Lnwilt
- Diretto da: Norman Buckley
- Scritto da: Joshua Safran e Gideon Yago

### Trama
La persona a capo dell'operazione non è Caleb, come Shelby pensava, ma suo fratello Clay. I drive che i terroristi hanno vengono chiamati "la Cache" e quando vengono attivati ci sono pochi secondi a disposizione per individuare dove e chi li ha aperti. Alex riceve una telefonata da un allarmato Leon che dice di essere in pericolo. Il primo caso che il gruppo analizza che potrebbe essere ricollegato a un accesso della Cache è la caduta di un volo cargo. Clay chiede aiuto al padre dicendo che per coordinare il team serva una persona più autoritaria: viene scelto Owen, uscito di prigione. Il motivo della caduta del volo al quale si giunge è quello economico; tre persone che potrebbero aver avuto un tornaconto partecipano a un party; quella sera tutti gli agenti si recano li per ricavare informazioni. Alla festa Alex indagando negli uffici sottostanti trova Harry anche lui intento a cercare informazioni; l'uomo dice di stare lavorando per una società privata. La serata si conclude con la scoperta che tutti e tre i sospettati sono colpevoli si, ma di riciclaggio di denaro e non c'entrano nulla con la Cache. Clay tuttavia non può arrestarli altrimenti il vero responsabile della caduta dell'aereo capirebbe di avere il fiato sul collo. Alex indaga su Harry e scopre che non fa più parte dell'MI6, così gli chiede di unirsi al gruppo. L'uomo rifiuta, ma è grazie al suo aiuto che Alex riesce a trovare l'identità della prima delle otto persone misteriose legate alla Cache; la donna propone anche a Clay Haas di far unire Harry con loro ma anche lui rifiuta. Alex e Ryan si riavvicinano. Nima e Alex parlano con Leon non credendo alle sue paranoie, l'uomo però subito dopo viene rapito.
- Ascolti USA: telespettatori 3 310 000[16]

## Mockingbird
- Titolo originale: Mockingbird
- Diretto da: Patrick Norris
- Scritto da: Cameron Litvack e Cami Delavigne

### Trama
C'è un nuovo accesso nella Cache; stavolta l'attacco terroristico riguarda l'esplosione di un serbatoio in uno stabilimento chimico. Owen però non trovando molti articoli online crede che sia una notizia falsa volta a far andare via i residenti per la tossicità e trovare qualcosa in quella zona. Nima viene tagliata fuori dalla missione. Ryan viene rintracciato da una giornalista alla quale si era presentato con un falso nome al party di Gosling; la donna lo ricatta dicendo che se non gli fornirà informazioni rivelerà la sua vera identità facendo saltare la copertura. Intanto parte l'operazione per sapere cosa la Greypool, un ente internazionale, cerchi dalla zona residenziale in West Virginia. Nima per riconquistare il posto nella task force si mette a indagare e scopre che la Greypool cerca una persona. Alex e Ryan riescono a trovare chi stanno cercando; è Melory Race che scriveva articoli falsi volti a promuovere la rielezione del senatore Veyniard. La donna pensava di essere messa in salvo, ma l'équipe guidata da Haas e Hall la scarica nonostante questi ultimi mentano agli allievi dicendo di averla fatta entrare nel programma testimoni. Il secondo uomo viene rivelato: è un amico del senatore Veyniard che ha aperto la Cache per lui. Clay Haas riarruola Nima nella squadra e dà il benvenuto anche a Harry. La giornalista Sasha che ricattava Ryan, inizia a essere simpatica all'uomo che dopo aver chiarito il rapporto con Alex decide d'invitarla a cena. Shelby telefona a Leon lasciando un messaggio in segreteria, ma l'uomo è morto per mano dei suoi due rapitori che inscenano un suicidio.
- Ascolti USA: telespettatori 3 150 000[17]

## Mktopaz
- Titolo originale: Mktopaz
- Diretto da: Constantine Makris
- Scritto da: Jon Derengowski e Sara Miller

### Trama
Rebecca Sherman, da New York è la terza persona ad attivare la Cache; la squadra, con l'eccezione di Dayana che deve presenziare in tribunale, si mette al lavoro e, considerato il lavoro di Rebecca, suggeriscono a Clay di andare con la fidanzata nonché futura moglie a chiedere una consulenza a New York. Clay, Maxime e Alex che si finge loro guardia del corpo vanno a casa di Rebecca per cercare di introdursi nel computer dal quale ha fatto l'accesso; la donna lo scopre ma invece di arrabbiarsi è contenta di sapere che l'FBI indaghi su di lei perché c'è gente che la sta minacciando e rischia la vita. La squadra posizionandosi con gli auricolari presiede all'incontro tra Rebecca e un'altra persona in possesso dei codici della Cache, Thomas Rott, ma entrambi vengono abbattuti da un cecchino; mentre il primo muore sul colpo la donna muore agonizzante sotto gli occhi di Alex, Owen e Clay che non possono fare nulla per intervenire altrimenti la loro operazione verrebbe scoperta. Tutti rientrano nel furgone dell'appostamento tranne Harry che sta seguendo un uomo sospetto: è Sebastian. Maxime dopo aver scoperto che Clay era andato con lei a New York solo per lavoro non gli parla più; Shelby va dalla ragazza per convincerla a sopportare i comportamenti legati al lavoro che fa il futuro marito. Raina viene aggredita a casa sua da due persone, le stesse che hanno rapito Leon Velez. Harry chiama Alex al telefono e dice di non sentirsela più di collaborare e le dice addio; in realtà è segretamente sotto tiro di Sebastian che lo obbliga a dire ciò.
- Ascolti USA: telespettatori 2 960 000[18]

## Odyoke
- Titolo originale: Odyoke
- Diretto da: Steve Robin
- Scritto da: Jordon Nardino

### Trama
Le reclute lasciano i dormitori della Farm convinti che dopo ciò che è successo a New York non ci saranno altri accessi alla Cache a breve. Proprio quando tutti stanno partendo, vengono richiamati all'ordine da un attentato a un grande magazzino a Dayton; l'attentatrice è descritta come una donna col burka; Raina chiede aiuto ad Alex perché sa che stanno parlando di lei, ma i due aggressori la vogliono incastrare. Lo scopo di chi ha progettato l'attentato è di far passare una mozione alla camera sulla sicurezza verso i musulmani. Alex e Raina analizzano il database dei terroristi e la donna riconosce in Tony Bates uno dei due aggressori; Alex viene contattata dalla polizia per il ritrovamento del corpo di Leon.
La task force guidata da Clay ha lo scopo di non far passare la mozione, così, tramite un'amicizia, Felix Cordova, la task si fa dare dei nominativi di senatori indecisi per spingerli a votare no. In realtà però Felix fa credere di stare aiutando Clay, ma in realtà ha fornito i nominativi di chi è già convinto di votare a favore. Raina scopre che l'FBI ha segnalato Sasha come informatrice russa e Ryan va su tutte le furie; la donna confessa che per far stare al sicuro i suoi genitori nel paese è costretta a girare alcune informazioni, ma di poco conto. Shelby e Raina convincono Felix a fare un passo indietro, ma è troppo tardi: la mozione passa, ma Claire Haas mette il veto suscitando polemiche. Intanto viene identificato l'attentatore; una foto di Raina è su tutti i notiziari. Nima si offre di andare in carcere al posto della sorella temporaneamente finché la task non trova il vero attentatore.
Alex e Owen cercando una pista per poter far scagionare Raina dall'incendio, cercano Tony Bates; mentre lo stanno interrogando, vengono coinvolti in una sparatoria nella quale il loro contatto perde la vita prima di poter rivelare i veri mandanti dell'attentato. Ryan va a letto con Sasha ma nella notte mentre la donna dorme copia dei file dal suo computer.
- Ascolti USA: telespettatori 2 570 000[19]

## Kumonk
- Titolo originale: Kumonk
- Diretto da: David McWhirter
- Scritto da: Justin Brenneman

### Trama
Alex e Clay sospettano che sia Harry Rork, il presidente della Camera il potente dietro la cospirazione della Cache perché sarà lui a sostituire Claire una volta dimessa. La task viene convocata da Owen al Bunker, perché in cinque città c'è un'ipotetica rivolta che può scatenarsi facendo risaltare ancora di più la cattiva presidenza Haas; il compito delle reclute è prevenire la sommossa capendo dove possa scoppiare. Ryan piazza una cimice a casa di Sasha e l'ascolta mentre parla russo. Alex scopre che la rivolta si terrà a Cleveland a seguito del verdetto di colpevolezza di una persona di colore in un processo. Lo scopo della task è di recarsi a Cleveland e far credere che i giurati siano corrotti in modo da far annullare il processo. Clay va dalla madre dicendole di voler abbandonare la task che si sta rivelando inutile, Caleb torna e si propone come sostituto.
A Cleveland Shelby e Alex scoprono che Miranda è a capo della sicurezza e devono cercare di lavorare senza che s'insospettisca; le tre scoprono che il giudice del processo lavora sotto minaccia. Il processo si chiude col giudizio di colpevolezza da parte della giuria. Rork vuole riuscire a sedare la rivolta per acquisire consensi, ma è anticipato da Claire che con un discorso scritto da Clay riporta i cittadini all'ordine. Sebastian s'introduce furtivamente al bunker trovando Owen che lo affronta e lo mette ko, ma l'uomo rivela di stare indagando anche lui sui potenti che hanno in mano la Cache e gli rivela i nomi da lui scoperti; tra i suoi nominativi e quelli scoperti dalla task riescono a trovarli tutti e otto. Shelby incontra Caleb che sospetta che la donna sia interessata al fratello e la mette in guardia. Felix viene minacciato da Rork che lo obbliga a scoprire i piani dell'amico Clay e riferirglieli pena la sospensione della sua green card. Sasha fiancheggia Ryan nelle ricerche a sua insaputa, la donna però, sotto gli occhi del ragazzo muore a causa di un'esplosione nella sua auto.
- Ascolti USA: telespettatori 2 760 000[20]

## Mhorder
- Titolo originale: Mhorder
- Diretto da: Jennifer Lynch
- Scritto da: Logan Slakter e Gideon Yago

### Trama
Gli otto potenti sono: Christian Kelly, Harry Rork, Rebecca Shermann, Thomas Rott, Alice Winter, Peter Theo, Maxwell Fletcher e Warren Sheperd. Alex e Owen mettono delle cimici in casa di Fletcher. Clay e Shelby invece sorvegliano Theo. La task è in isolamento perché qualcuno ha provato a entrare nella mail di Clay che sospetta possa essere Felix obbligato da Rork. Il gruppo, Caleb incluso, decide di far incontrare tutti i potenti contemporaneamente sfruttando la festa di fidanzamento di Clay. I preparativi del party vengono studiati nei minimi dettagli per permettere agli invitati di essere avvicinati singolarmente dai membri della task per provare a far tradire i colleghi e metterli gli uni contro gli altri. A Ryan viene assegnata Alice Winter, ad Alex Fletcher, a Raina Sheperd, a Owen Kelly, a Shelby Theo, a Claire Haas Rork. Ryan fa confessare alla Winter gli omicidi di Leon e Sasha, registrandone la conversazione e in cambio di collaborazione offre un accordo di immunità. Maxwell Fletcher sa di essere atteso da Alex e cerca di portarla dalla sua parte. Claire in privato parla con Rork distraendolo per far lavorare Ryan; una volta avuta la conferma che Alice Winter si ribellerà al gruppo di potenti la donna consegna una lettera di dimissioni a Rork che l'uomo dovrà firmare. Alex non si fida di Alice ma ormai il gruppo è d'accordo unanimemente sulla strategia da perseguire. Anche Clay teme che Shelby sia interessato a lui e mette in guardia la ragazza sulla solidità della sua relazione; per evitare pericoli Caleb e Shelby fingono di andare a letto insieme. Ryan viene raggirato da Alice e l'operazione è in pericolo perché tutti i file in possesso della task vengono distrutti e Ryan e Shelby accusati pubblicamente sui notiziari di far parte di un'operazione segreta condotta da Claire Haas che implicherebbe un'accusa di impeachment per la presidente. Alex invece decide di accettare la proposta di Fletcher e finge di passare dal lato dei potenti.
- Ascolti USA: telespettatori 2 590 000[21]

## GlobalReach
- Titolo originale: GlobalReach
- Diretto da: Cherien Dabis
- Scritto da: Beth Schacter

### Trama
Anche se tutto sembra andare storto Claire esorta il figlio a perseguire la lotta alla lobby nonostante i membri della task force si siano disgregati. Raina chiede aiuto a Felix per scoprire dove è detenuta la sorella. Rork attacca pubblicamente Claire e Ryan, Raina e Shelby, guidati da Cayl devono cercare di togliere credibilità all'uomo che prenderà il posto alla casa bianca, ma le loro ricerche non portano a nulla. Alex, accompagnata da Fletcher incontra i "potenti" che le spiegano di cosa occuparsi; la donna si rende conto di essere stata usata per portare una bottiglietta contenente una sostanza che ucciderà l'uomo che indaga sull'impeachment della presidente Haas facendo credere a tutti wuindi che sia lei ad eliminare il suo nemico. Ryan vuole scoprire su cosa sta indagando Alex che è scomparsa con Owen, chiamandola al cellulare continuamente; tramite la posizione l'uomo raggiunge Alex e i due inizialmente provano a salvare la vita dell'uomo, ma in un secondo momento Owen ricorda ad Alex che se comprometterà il piano non sara accettata dalla fazione; la donna così tramortisce Ryan e lascia morire l'uomo. Raina confessa al gruppo di stare parlando con Felix suscitando dubbi in Cayl che va a parlargli, ma l'uomo con Rork gli tende una trappola e lo minaccia. Cayl e Shelby escogitano un piano per mettere fuori gioco Rork sfruttando il legame tra Raina e Felix, ma Raina a sua volta li sabota evitando l'attuazione del piano. Felix per allontanarsi sia da Cley che da Rork decide di dimettersi. Clay dichiara la missione non più recuperabile e scioglie la task specificando che a breve la madre e loro saranno arrestati. La sostanza che Alex ha portato in circolo nel condotto di aerazione non fa vittime. In serata Claire Haas registra un messaggio alla nazione in cui rassegna le dimissioni.
- Ascolti USA: telespettatori 2 650 000[22]

## Rainbow
- Titolo originale: Rainbow
- Diretto da: Patrick Norris
- Scritto da: Cameron Litvack

### Trama
Owen controllando i computer scopre che tutti i documenti sulla cache sono spariti. Ryan e Raina decidono di non collaborare più con Owen, Alex e Shelby che per continuare a combattere i potenti chiedono aiuto a Miranda, Will e Keys. Rork rilascia la sua prima intervista da presidente. Will capisce che il primo attentato che coinvolgeva la caduta dell’aereo era una prova generale per far sì che più aerei contemporaneamente possano essere dirottati mediante l’uso di un app comune sui cellulari dei passeggeri stessi, senza che ci sia un vero e proprio dirottatore a bordo. Reina e Ryan tornano a collaborare col gruppo e per far uscire Ryan e Shelby, ricercati dall’FBI, Reina decide di immolarsi per distrarre gli agenti appostati fuori i dormitori della Farm e confessare lo scambio con Nima. Shelby si dirige da Clay che è in possesso del codice di atterraggio di emergenza che deve essere comunicato ai comandanti dei voli; l’uomo è ubriaco perché è stato lasciato da Maxime e prova a baciare la ragazza. Alex va da Alice per scoprire il numero dei voli coinvolti e, una volta cominciati, Owen, Miranda e Willo dalla FAA riescono a far atterrare tutti i voli salvando la vita di molte persone ignare del pericolo. Nonostante l’operazione sia un successo Alex fa scoprire il suo doppio gioco. L’FBI irrompe nel bunker della task e tutti pensano di essere in arresto, in realtà sono convocati da Rork che pubblicamente li ringrazia per aver sventato l’attentato. L’uomo trae così vantaggio per proporre l’unione di FBI e CIA e riformare l’assetto investigativo del paese a suo favore. La task è nuovamente sconfitta ma tutti si ripropongono di provare nuovamente a sabotare Rork esattamente dopo 100 giorni, quando ci sarà l’assemblea costituente della nuovamente agenzia.
- Ascolti USA: telespettatori 2 540 000[23]

## Resistance
- Titolo originale: Resistance
- Diretto da: Jim McKay
- Scritto da: Joshua Safran

### Trama
I componenti della task iniziano a sostenere colloqui per arruolare reclute per la nuova agenzia di intelligence denominata DISA, intanto però studiano il piano per sabotare l’assemblea costituente; per far passare la riforma servono 38 voti dagli Stati, 34 sono già certi di votare a favore di Rork, 12 contrari quindi la task si concentra sul ricattare e minacciare i quattro indecisi affinché votino no. Il piano tuttavia era già a conoscenza di Rorck e Fletcher che stavano spiando il gruppo durante le loro riunioni segrete grazie a dei dispositivi di sorveglianza sviluppati dal potente Theo. Gli sforzi fatti finora dalla task dunque risultano inutili. Alex chiede aiuto a Iris, una vecchia recluta conosciuta a Quantico. Clay ripensando a un consiglio di Caleb pensa che si debba intervenire sorprendendo i potenti e agendo fuori dagli schemi, così crede che il magnate dello spionaggio Peter Theo abbia materiale segreto anche sui suoi compagni tra cui Rork; Clay intende recuperare il materiale da ricatto per venderlo ai russi; saranno loro poi a ricattare il presidente e quindi inguaiarlo. Il giorno dell’assemblea Shelby incontra Maxime la quale le rivela di essere stata lasciata lei da Clay; durante l’assemblea Alex irrompe mostrando un video artefatto nel quale fa credere che il presidente stesso abbia venduto i segreti alla Russia. Il piano di Alex e gli altri si conclude con una finta morte da parte di Alex per mano di Miranda che viene arrestata. Alex può così lasciare il Campidoglio in ambulanza senza destare sospetti e fuggire, sparendo dal paese. Shelby racconta a Clay di aver visto Maxime e pensa che l’uomo ami ancora la donna quindi lo convince a tornare da lei; il presidente Rorck ormai rassegnato all’essere processato, sotto pressione decide di spararsi. Alex lascia il paese senza salutare Ryan. Mesi dopo i restanti membri della task festeggiano il Capodanno nel bunker: owen e il nuovo direttore della CIA; Nima e Raina sono finalmente libere; Clay va accompagnato da Maxime con la quale si è sposato in segreto. A sorpresa è assente Ryan; in un flashback si vede l’uomo raggiungere Alex e decidere di trascorrere la latitanza con la donna che ama.
- Ascolti USA: telespettatori 2 720 000[24]